# آنتارامج (کاشاتاق)
آنتارامج (به ارمنی: Անտառամեջ، به لاتین: بلوولوک Bölüvlük) یک منطقهٔ مسکونی در جمهوری آرتساخ است که در استان کاشاتاق واقع شده‌است.